# قائمة إصدارات الطوابع البريدية في الشارقة (1963)
أدارت المملكة المتحدة العلاقات الخارجية لإمارات الساحل المتصالح نتيجة لمعاهدة «الاتفاقية الحصرية» لعام 1892، بما في ذلك إدارة البريد والبرق - حيث تكن هذه الإمارات منتمية للاتحاد البريدي العالمي. افتتحت حكومة الهند أول مكتب بريد في دبي في عام 1941. وفي عام 1948، وتولت إدارته وتشغيله الوكالات البريدية البريطانية في شرق شبه الجزيرة العربية، وهي شركة تابعة لمكتب البريد العام. كانت الطوابع في ذلك الوقت عبارة عن طوابع بريطانية مقابل رسوم إضافية بقيمة الروبية، حتى عام 1959، حيث أصدرت مجموعة من طوابع بريدية تحمل اسم «الإمارات المتصالحة» من دبي.
في عام 1963، تنازلت المملكة المتحدة عن مسؤوليتها عن الأنظمة البريدية في الإمارات المتصالحة إلى حكام الإمارات المتصالحة. لذا أصدرت إمارة الشارقة أول طوابعها البريدية في سنة 1963.
الكثير من الطوابع التي أصدرت في إمارة الشارقة تصنف ضمن طوابع الكثبان الرملية. طبعت هذه الطوابع بكثرة في الستينيات وأوائل السبعينيات من القرن الماضي، وتكاد تكون عديمة القيمة اليوم.
وجد فينبار كيني وهو رجل أعمال أمريكي ومن هواة جمع الطوابع الفرصة لإنشاء عدد من الإصدارات من الطوابع التي تستهدف سوق جامعي الطوابع المربح. وقد أبرم في عام 1964 اتفاقات مع إمارات الخليج العربي لإصدار طوابع، ومن بينها إمارة الشارقة. حملت هذه الطوابع مصورا ذات ألوان وأشكال صارخة وليس لها صلة فعلية بالإمارات.
كان بيع الطوابع البريدية لفترة قصيرة تجارة مربحة للإمارات، حيث كان لمعظم الإمارات القليل من مصادر الدخل، باستثناء إمارة أبو ظبي، التي توفر فيها إنتاج النفط منذ عام 1965. ومع ذلك، انخفضت الإيرادات التي تصل إلى 70 ألف جنيه إسترليني للإمارات الأفقر إلى 30 ألف جنيه إسترليني مع التشبع الحتمي للسوق. شكل بيع الطوابع بحلول عام 1966 المصدر الرئيسي لدخل الإمارات المتصالحة الشمالية.
أدى انتشارها في النهاية إلى تقليل قيمتها، ولهذا السبب، فإن العديد من الكتالوجات الشعبية اليوم لا تدرجها حتى.
اتهم فينبار كيني بالتورط في قضية رشوة في الولايات المتحدة بسبب تعاملاته مع حكومة جزر كوك. انتهت ترتيبات فينبار كيني عندما توحدت الإمارات العربية المتحدة في ديسمبر 1971.
هذه قائمة إصدارات الطوابع البريدية في إمارة الشارقة لعام 1963 والتي لم تشمل أي من طوابع الكثبان الرملية:

## الإصدارات البريدية الأولى

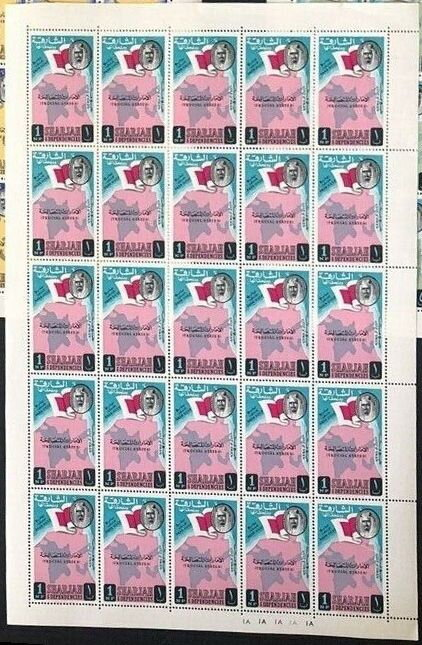
صحيفة طوابع الإصدار الأول بقيمة 1 بيزة للطابع

الإصدار الأول من الطوابع في إمارة الشارقة كانتمن تصميم عبد الرحمن كوندي:
| #  | رمز دليل الطوابع                                                                        | تاريخ الإصدار | الوصف                                                       | صورة الإصدار المخرم | القيمة   |
| -- | --------------------------------------------------------------------------------------- | ------------- | ----------------------------------------------------------- | ------------------- | -------- |
| 1  | (Mi #AE-SH 1A) (Yt #AE-SH 1) (Sn #AE-SH 1) (Sg #AE-SH 1) (Col #AE-SH 1963.07.10-01)     | 10 يوليو 1963 | صورة الشيخ صقر بن سلطان القاسمي مع علم وخريطة إمارة الشارقة |                     | 1 بيزة   |

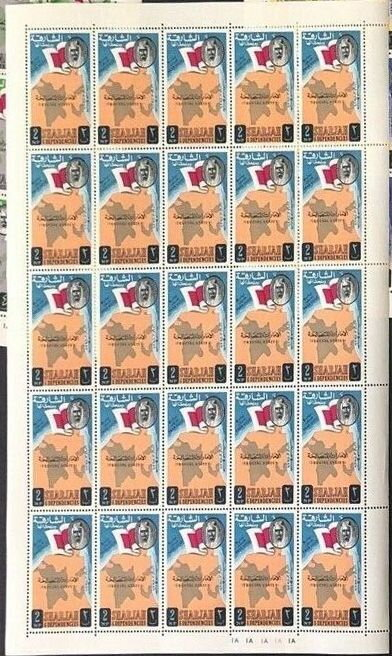
صحيفة طوابع الإصدار الأول بقيمة 2 بيزة للطابع

| 2  | (Mi #AE-SH 2A) (Yt #AE-SH 2) (Sn #AE-SH 2) (Sg #AE-SH 2) (Col #AE-SH 1963.07.10-02)     | 10 يوليو 1963 | صورة الشيخ صقر بن سلطان القاسمي مع علم وخريطة إمارة الشارقة |                     | 2 بيزة   |
| 3  | (Mi #AE-SH 3A) (Yt #AE-SH 3) (Sn #AE-SH 3) (Sg #AE-SH 3) (Col #AE-SH 1963.07.10-03)     | 10 يوليو 1963 | صورة الشيخ صقر بن سلطان القاسمي مع علم وخريطة إمارة الشارقة |                     | 3 بيزة   |
| 4  | (Mi #AE-SH 4A) (Yt #AE-SH 4) (Sn #AE-SH 4) (Sg #AE-SH 4) (Col #AE-SH 1963.07.10-04)     | 10 يوليو 1963 | صورة الشيخ صقر بن سلطان القاسمي مع علم وخريطة إمارة الشارقة |                     | 4 بيزة   |
| 5  | (Mi #AE-SH 5A) (Yt #AE-SH 5) (Sn #AE-SH 5) (Sg #AE-SH 5) (Col #AE-SH 1963.07.10-05)     | 10 يوليو 1963 | صورة الشيخ صقر بن سلطان القاسمي مع علم وخريطة إمارة الشارقة |                     | 5 بيزة   |
| 6  | (Mi #AE-SH 6A) (Yt #AE-SH 6) (Sn #AE-SH 6) (Sg #AE-SH 6) (Col #AE-SH 1963.07.10-06)     | 10 يوليو 1963 | صورة الشيخ صقر بن سلطان القاسمي مع علم وخريطة إمارة الشارقة |                     | 6 بيزة   |
| 7  | (Mi #AE-SH 7A) (Yt #AE-SH 7) (Sn #AE-SH 7) (Sg #AE-SH 7) (Col #AE-SH 1963.07.10-07)     | 10 يوليو 1963 | صورة الشيخ صقر بن سلطان القاسمي مع علم وخريطة إمارة الشارقة |                     | 8 بيزة   |
| 8  | (Mi #AE-SH 8A) (Yt #AE-SH 8) (Sn #AE-SH 8) (Sg #AE-SH 8) (Col #AE-SH 1963.07.10-08)     | 10 يوليو 1963 | صورة الشيخ صقر بن سلطان القاسمي مع علم وخريطة إمارة الشارقة |                     | 10 بيزة  |
| 9  | (Mi #AE-SH 9A) (Yt #AE-SH 9) (Sn #AE-SH 9) (Sg #AE-SH 9) (Col #AE-SH 1963.07.10-09)     | 10 يوليو 1963 | صورة الشيخ صقر بن سلطان القاسمي مع علم وخريطة إمارة الشارقة |                     | 16 بيزة  |
| 10 | (Mi #AE-SH 10A) (Yt #AE-SH 10) (Sn #AE-SH 10) (Sg #AE-SH 10) (Col #AE-SH 1963.07.10-10) | 10 يوليو 1963 | صورة الشيخ صقر بن سلطان القاسمي مع علم وخريطة إمارة الشارقة |                     | 20 بيزة  |
| 11 | (Mi #AE-SH 11A) (Yt #AE-SH 11) (Sn #AE-SH 11) (Sg #AE-SH 11) (Col #AE-SH 1963.07.10-11) | 10 يوليو 1963 | صورة الشيخ صقر بن سلطان القاسمي مع علم وخريطة إمارة الشارقة |                     | 30 بيزة  |
| 12 | (Mi #AE-SH 12A) (Yt #AE-SH 12) (Sn #AE-SH 12) (Sg #AE-SH 12) (Col #AE-SH 1963.07.10-12) | 10 يوليو 1963 | صورة الشيخ صقر بن سلطان القاسمي مع علم وخريطة إمارة الشارقة |                     | 40 بيزة  |
| 13 | (Mi #AE-SH 13A) (Yt #AE-SH 13) (Sn #AE-SH 13) (Sg #AE-SH 13) (Col #AE-SH 1963.07.10-13) | 10 يوليو 1963 | صورة الشيخ صقر بن سلطان القاسمي مع علم وخريطة إمارة الشارقة |                     | 50 بيزة  |
| 14 | (Mi #AE-SH 14A) (Yt #AE-SH 14) (Sn #AE-SH 14) (Sg #AE-SH 14) (Col #AE-SH 1963.07.10-14) | 10 يوليو 1963 | صورة الشيخ صقر بن سلطان القاسمي مع علم وخريطة إمارة الشارقة |                     | 75 بيزة  |
| 15 | (Mi #AE-SH 15A) (Yt #AE-SH 15) (Sn #AE-SH 15) (Sg #AE-SH 15) (Col #AE-SH 1963.07.10-15) | 10 يوليو 1963 | صورة الشيخ صقر بن سلطان القاسمي مع علم وخريطة إمارة الشارقة |                     | 100 بيزة |

## إصدارات البريد الجوي الأولى
هذه المجموعة من الطوابع تشابه الإصدار الأول لكنها مخصصة للبريد الجوي، وهي أيضا من تصميم عبد الرحمن كوندي:
| #  | رمز دليل الطوابع                                                                       | تاريخ الإصدار | الوصف                                                       | صورة الإصدار المخرم | القيمة    |
| -- | -------------------------------------------------------------------------------------- | ------------- | ----------------------------------------------------------- | ------------------- | --------- |
| 16 | (Mi #AE-SH 16A) (Yt #AE-SH 16) (Sn #AE-SH 16) (Sg #AE-SH 16) (Col #AE-SH 1963.07.19-1) | 19 يوليو 1963 | صورة الشيخ صقر بن سلطان القاسمي مع علم وخريطة إمارة الشارقة |                     | 1 روبية   |
| 17 | (Mi #AE-SH 17A) (Yt #AE-SH 17) (Sn #AE-SH 17) (Sg #AE-SH 17) (Col #AE-SH 1963.07.19-2) | 19 يوليو 1963 | صورة الشيخ صقر بن سلطان القاسمي مع علم وخريطة إمارة الشارقة |                     | 2 روبيتان |
| 18 | (Mi #AE-SH 18A) (Yt #AE-SH 18) (Sn #AE-SH 18) (Sg #AE-SH 18) (Col #AE-SH 1963.07.19-3) | 19 يوليو 1963 | صورة الشيخ صقر بن سلطان القاسمي مع علم وخريطة إمارة الشارقة |                     | 3 روبيات  |
| 19 | (Mi #AE-SH 19A) (Yt #AE-SH 19) (Sn #AE-SH 19) (Sg #AE-SH 19) (Col #AE-SH 1963.07.19-4) | 19 يوليو 1963 | صورة الشيخ صقر بن سلطان القاسمي مع علم وخريطة إمارة الشارقة |                     | 4 روبيات  |
| 20 | (Mi #AE-SH 20A) (Yt #AE-SH 20) (Sn #AE-SH 20) (Sg #AE-SH 20) (Col #AE-SH 1963.07.19-5) | 19 يوليو 1963 | صورة الشيخ صقر بن سلطان القاسمي مع علم وخريطة إمارة الشارقة |                     | 5 روبيات  |
| 21 | (Mi #AE-SH 21A) (Yt #AE-SH 21) (Sn #AE-SH 21) (Sg #AE-SH 21) (Col #AE-SH 1963.07.19-6) | 19 يوليو 1963 | صورة الشيخ صقر بن سلطان القاسمي مع علم وخريطة إمارة الشارقة |                     | 10 روبيات |

## إصدارات مكافحة الملاريا

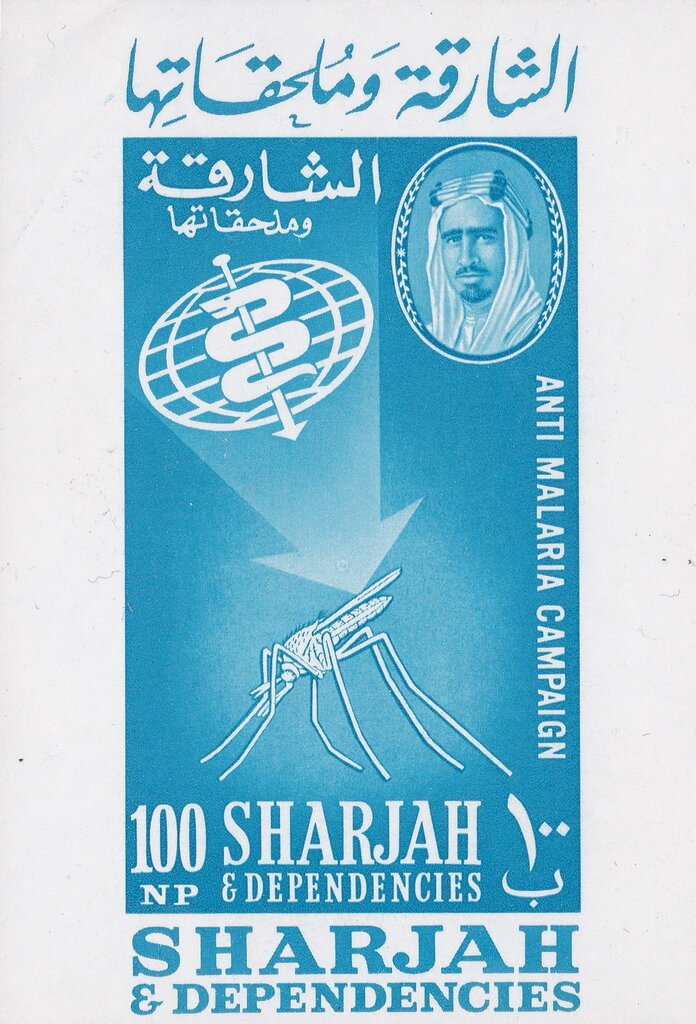
بطاقة بريدية بقيمة 100 بيزة (أو روبية واحدة)

| #  | رمز دليل الطوابع                                                                             | تاريخ الإصدار | الوصف | صورة الإصدار المخرم | صورة الإصدار غير المخرم | القيمة   | الأبعاد     |
| -- | -------------------------------------------------------------------------------------------- | ------------- | --- | ------------------- | ----------------------- | -------- | ----------- |
| 22 | (Mi #AE-SH 22A & 22B) (Yt #AE-SH 16) (Sn #AE-SH 16) (Sg #AE-SH 22) (Col #AE-SH 1963.08.08-1) | 8 أغسطس 1963  | طابع بلون تركوازي تظهر فيه صورة حاكم الشارقة الشيخ صقر بن سلطان القاسمي صورة حشرة بعوض مع رمز يشير إلى مكافحة الملاريا     |                     |                         | 1 بيزة   | 30 × 48 ملم |
| 23 | (Mi #AE-SH 23A & 23B) (Yt #AE-SH 17) (Sn #AE-SH 17) (Sg #AE-SH 23) (Col #AE-SH 1963.08.08-2) | 8 أغسطس 1963  | طابع بلون أزرق تظهر فيه صورة حاكم الشارقة الشيخ صقر بن سلطان القاسمي صورة حشرة بعوض مع رمز يشير إلى مكافحة الملاريا        |                     |                         | 2 بيزة   | 30 × 48 ملم |
| 24 | (Mi #AE-SH 24A & 24B) (Yt #AE-SH 18) (Sn #AE-SH 18) (Sg #AE-SH 24) (Col #AE-SH 1963.08.08-3) | 8 أغسطس 1963  | طابع بلون أزرق بنفسجي تظهر فيه صورة حاكم الشارقة الشيخ صقر بن سلطان القاسمي صورة حشرة بعوض مع رمز يشير إلى مكافحة الملاريا |                     |                         | 3 بيزات  | 30 × 48 ملم |
| 25 | (Mi #AE-SH 25A & 25B) (Yt #AE-SH 19) (Sn #AE-SH 19) (Sg #AE-SH 25) (Col #AE-SH 1963.08.08-4) | 8 أغسطس 1963  | طابع بلون أخضر تظهر فيه صورة حاكم الشارقة الشيخ صقر بن سلطان القاسمي صورة حشرة بعوض مع رمز يشير إلى مكافحة الملاريا        |                     |                         | 4 بيزات  | 30 × 48 ملم |
| 26 | (Mi #AE-SH 26A & 26B) (Yt #AE-SH 20) (Sn #AE-SH 20) (Sg #AE-SH 26) (Col #AE-SH 1963.08.08-5) | 8 أغسطس 1963  | طابع بلون بني تظهر فيه صورة حاكم الشارقة الشيخ صقر بن سلطان القاسمي صورة حشرة بعوض مع رمز يشير إلى مكافحة الملاريا         |                     |                         | 90 بيزة  | 30 × 48 ملم |
| 27 | (Mi #AE-SH 27) (Col #AE-SH 1963.08.08-6a)                                                    | 8 أغسطس 1963  | طابع بلون أزرق تظهر فيه صورة حاكم الشارقة الشيخ صقر بن سلطان القاسمي صورة حشرة بعوض مع رمز يشير إلى مكافحة الملاريا        |                     |                         | 100 بيزة | 40 × 67 ملم |

وكذلك توفرت بطاقة بريدية:

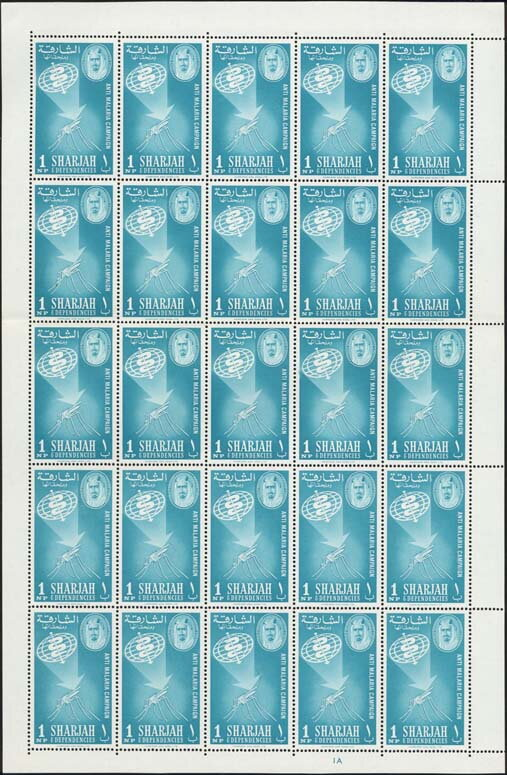
صورة صحيفة الطوابع التي قيمتها بيزة واحدة (Col #AE-SH 1963.08.08-1b)
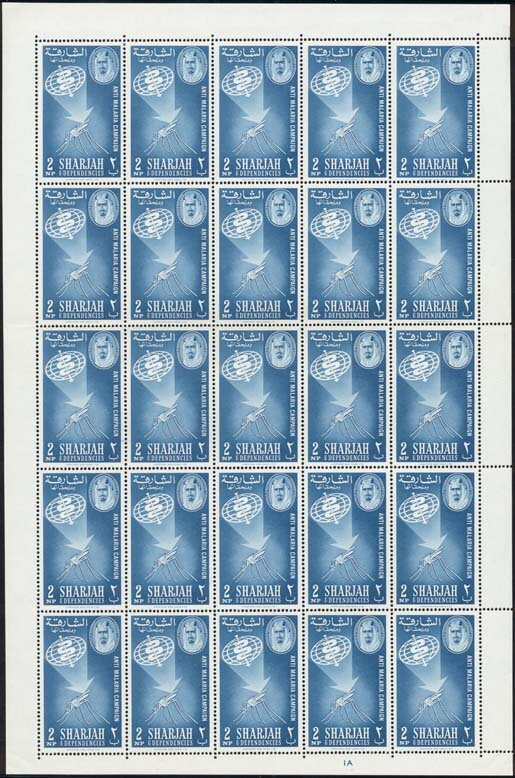
صورة صحيفة الطوابع التي قيمتها بيزتان (Col #AE-SH 1963.08.08-2b)
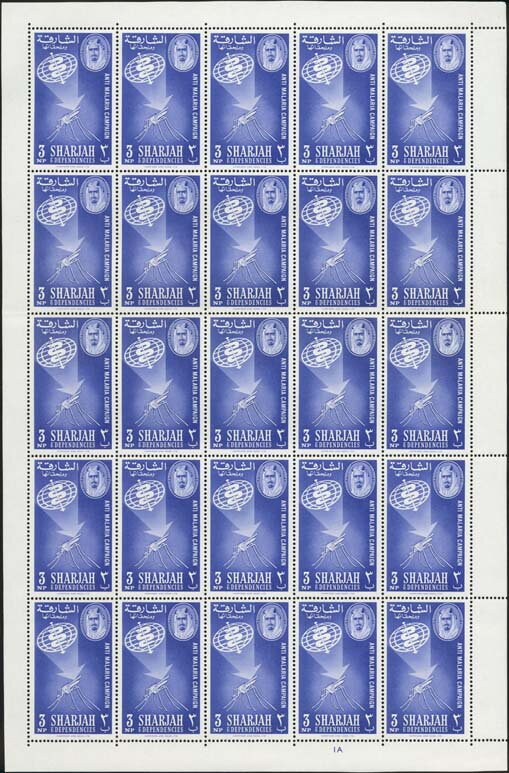
صورة صحيفة الطوابع التي قيمتها 3 بيزات (Col #AE-SH 1963.08.08-3b)
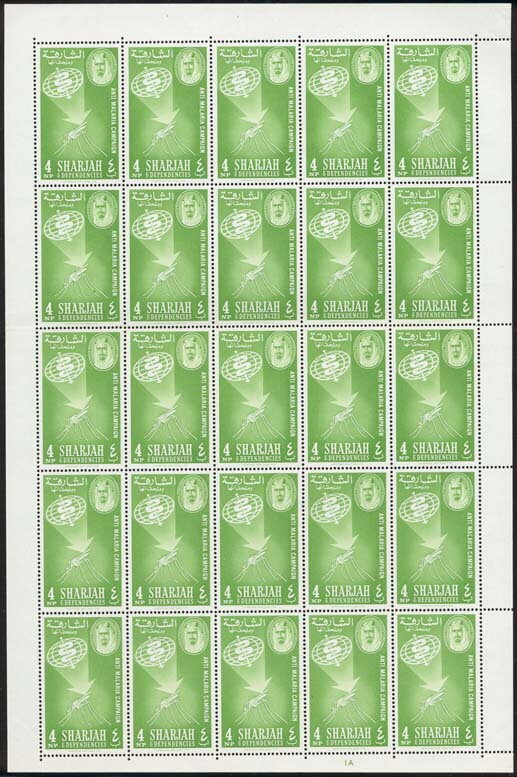
صورة صحيفة الطوابع التي قيمتها 4 بيزات (Col #AE-SH 1963.08.08-4b)

## إصدارات الهلال الأحمر
أصدرت هذه الطوابع بمناسبة الذكرى المائة لتأسيس منظمة الصليب الأحمر:
| #  | رمز دليل الطوابع                                                                             | تاريخ الإصدار | الوصف | صورة الإصدار المخرم | صورة الإصدار غير المخرم | القيمة   | الأبعاد     |
| -- | -------------------------------------------------------------------------------------------- | ------------- | --- | ------------------- | ----------------------- | -------- | ----------- |
| 27 | (Mi #AE-SH 28A & 28B) (Yt #AE-SH 21) (Sn #AE-SH 22) (Sg #AE-SH 27) (Col #AE-SH 1963.08.25-1) | 25 أغسطس 1963 | طابع بخلفية بنفسجية تظهر فيه صورة حاكم الشارقة الشيخ صقر بن سلطان القاسمي إلى اليمين وشعار الهلال الأحمر إلى اليسار وعبارة "الهلال الأحمر" في الوسط.           |                     |                         | 1 بيزة   | 45 × 26 ملم |
| 28 | (Mi #AE-SH 29A & 29B) (Yt #AE-SH 22) (Sn #AE-SH 23) (Sg #AE-SH 28) (Col #AE-SH 1963.08.25-2) | 25 أغسطس 1963 | طابع بخلفية خضراء مزرقة تظهر فيه صورة حاكم الشارقة الشيخ صقر بن سلطان القاسمي إلى اليمين وشعار الهلال الأحمر إلى اليسار وعبارة "الهلال الأحمر" في الوسط.       |                     |                         | 2 بيزة   | 45 × 26 ملم |
| 29 | (Mi #AE-SH 30A & 30B) (Yt #AE-SH 23) (Sn #AE-SH 24) (Sg #AE-SH 29) (Col #AE-SH 1963.08.25-3) | 25 أغسطس 1963 | طابع بخلفية زرقاء غامقة تظهر فيه صورة حاكم الشارقة الشيخ صقر بن سلطان القاسمي إلى اليمين وشعار الهلال الأحمر إلى اليسار وعبارة "الهلال الأحمر" في الوسط.       |                     |                         | 3 بيزات  | 45 × 26 ملم |
| 30 | (Mi #AE-SH 31A & 31B) (Yt #AE-SH 24) (Sn #AE-SH 25) (Sg #AE-SH 30) (Col #AE-SH 1963.08.25-4) | 25 أغسطس 1963 | طابع بخلفية خضراء مزرقة داكنة تظهر فيه صورة حاكم الشارقة الشيخ صقر بن سلطان القاسمي إلى اليمين وشعار الهلال الأحمر إلى اليسار وعبارة "الهلال الأحمر" في الوسط. |                     |                         | 4 بيزات  | 45 × 26 ملم |
| 31 | (Mi #AE-SH 32A & 32B) (Yt #AE-SH 25) (Sn #AE-SH 26) (Sg #AE-SH 31) (Col #AE-SH 1963.08.25-5) | 25 أغسطس 1963 | طابع بخلفية بنية تظهر فيه صورة حاكم الشارقة الشيخ صقر بن سلطان القاسمي إلى اليمين وشعار الهلال الأحمر إلى اليسار وعبارة "الهلال الأحمر" في الوسط.              |                     |                         | 5 بيزات  | 45 × 26 ملم |
| 32 | (Mi #AE-SH 33A & 33B) (Yt #AE-SH 26) (Sn #AE-SH 27) (Sg #AE-SH 32) (Col #AE-SH 1963.08.25-6) | 25 أغسطس 1963 | طابع بخلفية خضراء داكنة تظهر فيه صورة حاكم الشارقة الشيخ صقر بن سلطان القاسمي إلى اليمين وشعار الهلال الأحمر إلى اليسار وعبارة "الهلال الأحمر" في الوسط.       |                     |                         | 85 بيزة  | 45 × 26 ملم |
| 33 | (Mi #AE-SH 34) (Col #AE-SH 1963.08.25-7a)                                                    | 25 أغسطس 1963 | طابع بخلفية بنفسجية تظهر فيه صورة حاكم الشارقة الشيخ صقر بن سلطان القاسمي إلى اليمين وشعار الهلال الأحمر إلى اليسار وعبارة "الهلال الأحمر" في الوسط.           |                     |                         | 100 بيزة | 45 × 26 ملم |

وكذلك أصدرت بطاقة تضم طابعا بقيمة 100 بيزة:

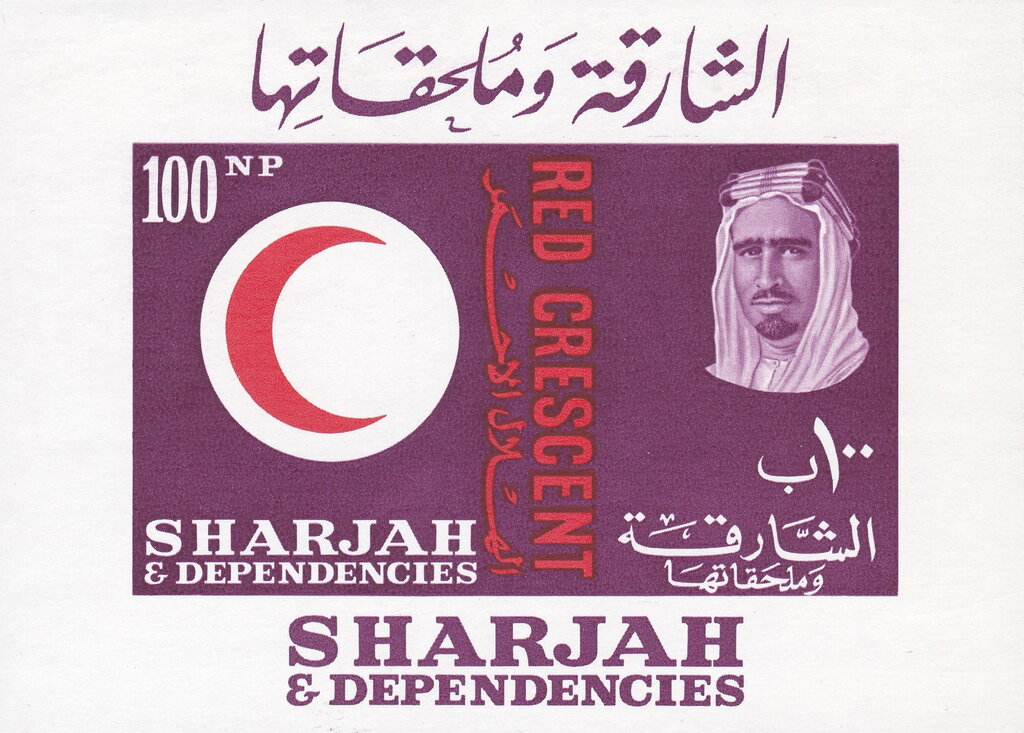
بطاقة بريدية تضم طابعا بقيمة 100 بيزة (روبية واحدة).

## إصدارات مكافحة الجوع
| #  | رمز دليل الطوابع                                                                             | تاريخ الإصدار  | الوصف | صورة الإصدار المخرم | صورة الإصدار غير المخرم | القيمة   | الأبعاد     |
| -- | -------------------------------------------------------------------------------------------- | -------------- | --- | ------------------- | ----------------------- | -------- | ----------- |
| 34 | (Mi #AE-SH 35A & 35B) (Yt #AE-SH 27) (Sn #AE-SH 36) (Sg #AE-SH 33) (Col #AE-SH 1963.09.15-1) | 15 سبتمبر 1963 | طابع بلون أخضر مزرق داكن تظهر فيه صورة يدين وثلاثة سنابل مع عبارة "FREEDOM FROM HUNGER" أي "التخلص من الجوع". |                     |                         | 1 بيزة   | 31 × 49 ملم |
| 35 | (Mi #AE-SH 36A & 36B) (Yt #AE-SH 28) (Sn #AE-SH 37) (Sg #AE-SH 34) (Col #AE-SH 1963.09.15-2) | 15 سبتمبر 1963 | طابع بلون بني محمر تظهر فيه صورة يدين وثلاثة سنابل مع عبارة "FREEDOM FROM HUNGER" أي "التخلص من الجوع".       |                     |                         | 2 بيزة   | 31 × 49 ملم |
| 36 | (Mi #AE-SH 37A & 37B) (Yt #AE-SH 29) (Sn #AE-SH 38) (Sg #AE-SH 35) (Col #AE-SH 1963.09.15-3) | 15 سبتمبر 1963 | طابع بلون زيتوني بني تظهر فيه صورة يدين وثلاثة سنابل مع عبارة "FREEDOM FROM HUNGER" أي "التخلص من الجوع".     |                     |                         | 3 بيزة   | 31 × 49 ملم |
| 37 | (Mi #AE-SH 38A & 38B) (Yt #AE-SH 30) (Sn #AE-SH 39) (Sg #AE-SH 36) (Col #AE-SH 1963.09.15-4) | 15 سبتمبر 1963 | طابع بلون أزرق غامق تظهر فيه صورة يدين وثلاثة سنابل مع عبارة "FREEDOM FROM HUNGER" أي "التخلص من الجوع".      |                     |                         | 4 بيزة   | 31 × 49 ملم |
| 38 | (Mi #AE-SH 39A & 39B) (Yt #AE-SH 31) (Sn #AE-SH 40) (Sg #AE-SH 37) (Col #AE-SH 1963.09.15-5) | 15 سبتمبر 1963 | طابع بلون قرمزي تظهر فيه صورة يدين وثلاثة سنابل مع عبارة "FREEDOM FROM HUNGER" أي "التخلص من الجوع".          |                     |                         | 90 بيزة  | 31 × 49 ملم |
| 39 | (Mi #AE-SH 40) (Col #AE-SH 1963.09.15-6a)                                                    | 15 سبتمبر 1963 | طابع بلون بنفسجي تظهر فيه صورة يدين وثلاثة سنابل مع عبارة "FREEDOM FROM HUNGER" أي "التخلص من الجوع".         |                     |                         | 100 بيزة | 31 × 49 ملم |

وكذلك أصدرت بطاقة تذكارية بقيمة 100 بيزة:

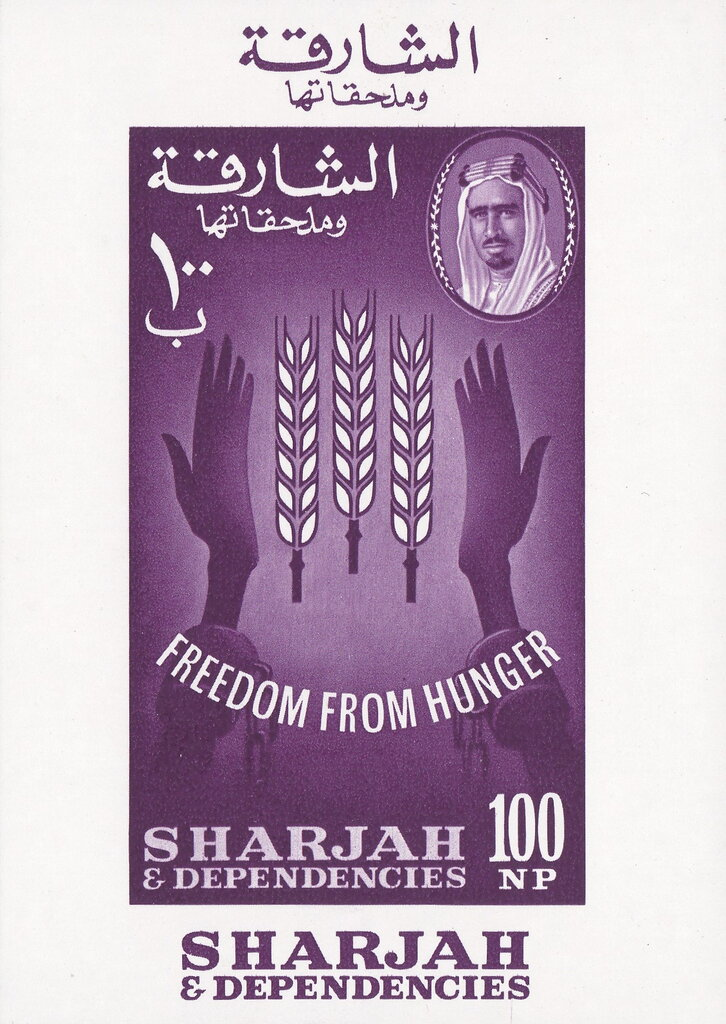
بطاقة بريدية بقيمة 100 بيزة (روبية واحدة)

## توشيح طوابع إصدارات سابقة
وشحت خمس طوابع من طوابع إصدارات مكافحة الجوع وطابع واحد من طوابع مكافحة الملاريا بتغيير القيمة:
| #  | رمز دليل الطوابع                                                                             | تاريخ الإصدار | الوصف | صورة الإصدار المخرم | القيمة السابقة | القيمة الجديدة | الأبعاد     |
| -- | -------------------------------------------------------------------------------------------- | ------------- | --- | ------------------- | -------------- | -------------- | ----------- |
| 40 | (Mi #AE-SH 41A & 41B) (Yt #AE-SH 32) (Sn #AE-SH 29) (Sg #AE-SH 38) (Col #AE-SH 1963.10.05-1) | 5 أكتوبر 1963 | طابع بلون بني محمر تظهر فيه صورة يدين وثلاثة سنابل مع عبارة "FREEDOM FROM HUNGER" أي "التخلص من الجوع".             |                     | 1 بيزة         | 10 بيزة        | 31 × 49 ملم |
| 41 | (Mi #AE-SH 42A & 42B) (Yt #AE-SH 33) (Sn #AE-SH 30) (Sg #AE-SH 39) (Col #AE-SH 1963.10.05-2) | 5 أكتوبر 1963 | طابع بلون أخضر مزرق داكن تظهر فيه صورة يدين وثلاثة سنابل مع عبارة "FREEDOM FROM HUNGER" أي "التخلص من الجوع".       |                     | 2 بيزة         | 20 بيزة        | 31 × 49 ملم |
| 42 | (Mi #AE-SH 43A & 43B) (Yt #AE-SH 34) (Sn #AE-SH 31) (Sg #AE-SH 40) (Col #AE-SH 1963.10.05-3) | 5 أكتوبر 1963 | طابع بلون زيتوني بني تظهر فيه صورة يدين وثلاثة سنابل مع عبارة "FREEDOM FROM HUNGER" أي "التخلص من الجوع".           |                     | 3 بيزات        | 30 بيزة        | 31 × 49 ملم |
| 43 | (Mi #AE-SH 44A & 44B) (Yt #AE-SH 35) (Sn #AE-SH 32) (Sg #AE-SH 41) (Col #AE-SH 1963.10.05-4) | 5 أكتوبر 1963 | طابع بلون أزرق غامق تظهر فيه صورة يدين وثلاثة سنابل مع عبارة "FREEDOM FROM HUNGER" أي "التخلص من الجوع".            |                     | 4 بيزات        | 40 بيزة        | 31 × 49 ملم |
| 44 | (Mi #AE-SH 45A & 45B) (Yt #AE-SH 36) (Sn #AE-SH 33) (Sg #AE-SH 42) (Col #AE-SH 1963.11.08-1) | 8 نوفمبر 1963 | طابع بلون قرمزي تظهر فيه صورة يدين وثلاثة سنابل مع عبارة "FREEDOM FROM HUNGER" أي "التخلص من الجوع".                |                     | 90 بيزة        | 75 بيزة        | 31 × 49 ملم |
| 45 | (Mi #AE-SH 46A & 46B) (Yt #AE-SH 37) (Sn #AE-SH 34) (Sg #AE-SH 43) (Col #AE-SH 1963.10.05-6) | 5 أكتوبر 1963 | طابع بلون قرمزي تظهر فيه صورة يدين وثلاثة سنابل مع عبارة "FREEDOM FROM HUNGER" أي "التخلص من الجوع".                |                     | 90 بيزة        | 80 بيزة        | 31 × 49 ملم |
| 46 | (Mi #AE-SH 47A & 47B) (Yt #AE-SH 38) (Sn #AE-SH 35) (Sg #AE-SH 44) (Col #AE-SH 1963.10.05-7) | 5 أكتوبر 1963 | طابع بلون بني تظهر فيه صورة حاكم الشارقة الشيخ صقر بن سلطان القاسمي صورة حشرة بعوض مع رمز يشير إلى مكافحة الملاريا. |                     | 90 بيزة        | 1 روبية        | 30 × 48 ملم |